# 深海合唱団
深海合唱団（しんかいがっしょうだん、英: Deep Sea Choir）は、日本の女声ボーカルグループ。
2020年に「海について歌い、海について考える女声合唱団」として結成された。

## 来歴
2020年、石山ゑり（キヲク座）が新プロジェクトのメンバー募集を開始。
いつか電気を全く使わないコンサートを開催するため、”電子楽器は使わない” としている。
2021年2月16日、1st シングル「aoi」を配信限定でリリース。
2021年2月27日に2nd シングル「津軽海峡・冬景色（cover）」を、同年4月22日のアースデイに3rdシングル「七つの海」を配信限定でリリース。
各楽曲のミュージックビデオをYoutubeにて公開した。

## メンバー
- sakurako araki（さくらこあらき）- ボーカル
- いとうちえ - ボーカル
- SALLY（さりー）- ボーカル
- もげ - ボーカル
- 千羽菜月（ちばなつき）- ボーカル
- accora（あっこら）- ボーカル
- 野呂圭都（のろけいと）- ボーカル
- 原川朋（はらかわとも）- ボーカル
- 牧野くみ（まきのくみ）- ボーカル
- 佐藤だいすけ（さとうだいすけ）- ピアノ
- 石山ゑり（いしやまえり）- クリエイティブディレクター

## ディスコグラフィー
|              | 発売日        | タイトル         |
| ------------ | ------------- | ---------------- |
| 1st シングル | 2021年2月16日 | aoi              |
| 2nd シングル | 2021年2月27日 | 津軽海峡・冬景色 |
| 3rd シングル | 2021年4月22日 | 七つの海         |

## 海についての取り組み
2021年1月より、Twitterで深海通信局を開設。海洋ごみやプラスチックごみ、海洋生物についてなどのニュースを発信している。
深海合唱団 ONLINE SHOPでは、商品毎の価格に、海に関する寄付金が含まれている。

## 社会問題への取り組み
2021年3月5日より、国際女性デーを記念した「深海合唱団×ミモザのフォトエッセイ」を全7回にわたって公開した。